# エリアス・ピーニャ州
エリアス・ピーニャ州（エリアス・ピーニャしゅう、スペイン語: Provincia de Elías Piña）はドミニカ共和国の州である。州都はコメンダドル。

## 隣接州
- ダハボン州
- サンティアゴ・ロドリゲス州
- サン・フアン州
- インデペンデンシア州
- 中央県

## 下位行政区画

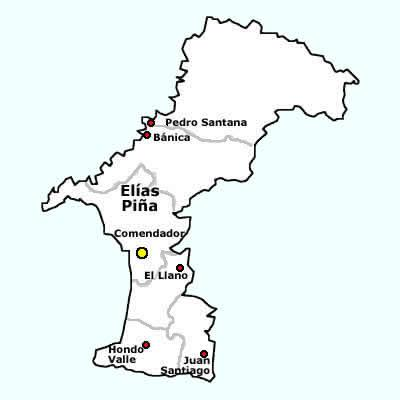
エリアス・ピーニャ州の基礎自治体

1. コメンダドル（英語版）
2. バニカ（英語版）
3. エル・ジャノ（英語版）
4. オンド・バジェ（英語版）
5. ファン・サンティアゴ（英語版）
6. ペドロ・サンタナ（英語版）